# Alacaatlı, Dinar
Alacaatlı là một xã thuộc huyện Dinar, tỉnh Afyonkarahisar, Thổ Nhĩ Kỳ. Dân số thời điểm năm 2011 là 22 người.